# Hodgsonia macrocarpa
Hodgsonia macrocarpa är en gurkväxtart som först beskrevs av Carl Ludwig von Blume, och fick sitt nu gällande namn av Célestin Alfred Cogniaux. Hodgsonia macrocarpa ingår i släktet Hodgsonia och familjen gurkväxter. Inga underarter finns listade i Catalogue of Life.

## Bildgalleri

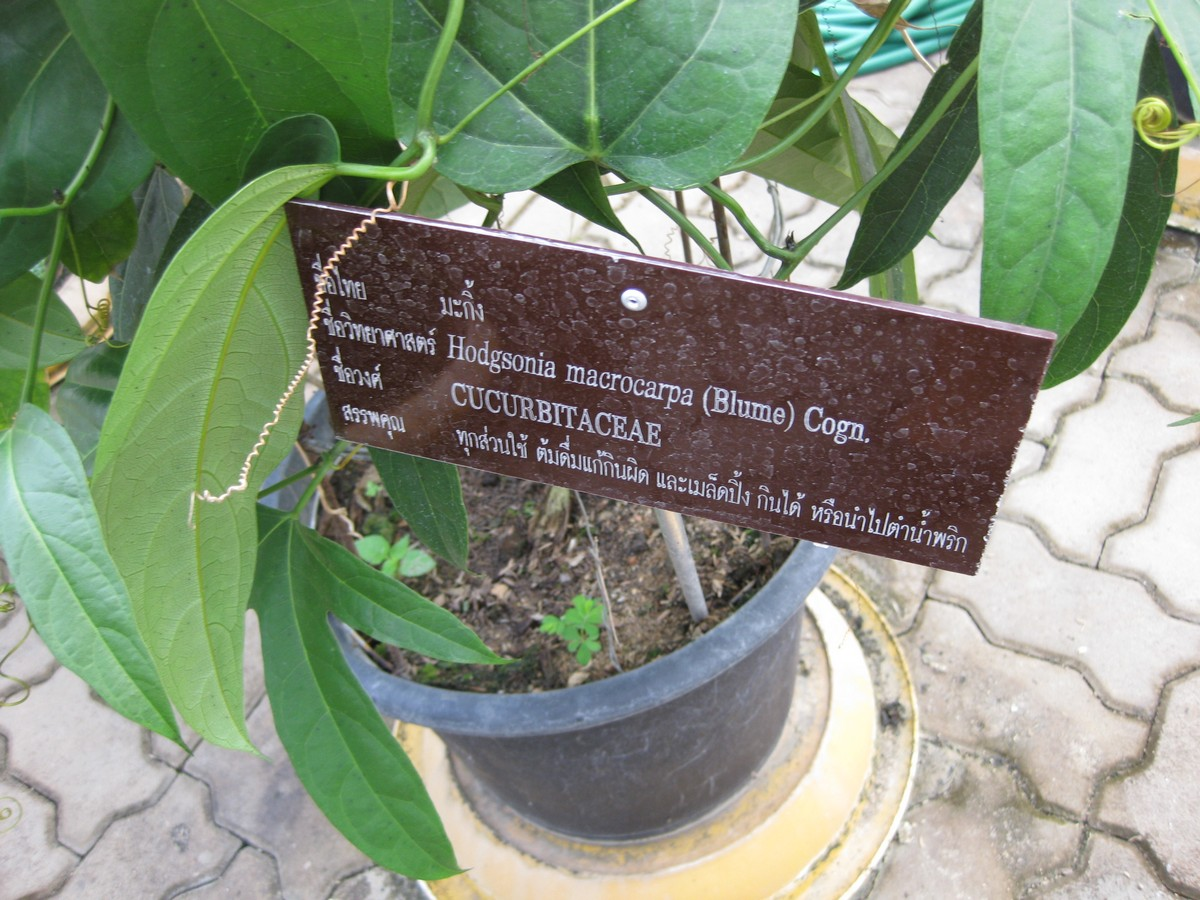